# Frederik Vinding Kruse
Louis Frederik Vinding Kruse (født 30. juli 1880 i Thisted, død 14. april 1963 på Frederiksberg) var en dansk jurist. Fra 1914 til 1950 var han professor i formueret ved Rets- og Statsvidenskabelige Fakultet (i dag Det Juridiske Fakultet) ved Københavns Universitet.
Vinding Kruse var en af tidens mest lovende jurister og fik i 1933 Det Anders Sandøe Ørstedske Prismedalje-Legats medalje for sit fembinds-værk Ejendomsretten.
I 1940 blev han af tyskerne tilbudt posten som statsminister, hvad han svarede nej til, selv om han fattede en vis sympati med de højreorienterede, politiske strømninger i Europa.
Efter krigen blev han beskyldt for at være nazist af arvefjenden professor Alf Ross, men fortsatte sit virke som juridisk forsker og forfatter.
Vinding Kruse var filosofisk tilhænger af naturretsfilosofien og var en skarp fortaler for, at retten skulle dannes af en elite for at tvinge masserne op på et højere moralsk stade og nedtvinge de dyriske tendenser i mennesket. Også her kom Alf Ross til at stå som en hovedmodstander, og et af stridens hovedpunkter var Vinding Kruses skarpe afvisning af Alf Ross' disputats Læren om Retskilderne fra 1926, som særligt på Vinding Kruses anbefaling ikke blev antaget af Fakultetet.
Han er begravet på Holmens Kirkegård. Også hans søn, Anders Vinding Kruse, og dennes datter, Sysette Vinding Kruse, har fulgt det juridiske spor.